# Partit Verd de D.C.
El Partit Verd de D.C., Statehood Green Party en anglés, conegut com a DC Statehood Party fins al 1999, és el partit polític progressista del Districte de Columbia. El partit és l'afiliat de DC del Partit Verd dels Estats Units, però tradicionalment ha elevat els problemes del moviment estatal del Districte de Columbia com el seu focus principal. Els membres del partit el consideren el segon partit més popular del Districte perquè, històricament, els candidats de l'STG (a la votació electoral de DC) guanyen el segon major nombre de vots a la ciutat, per davant del Partit Republicà però darrere del Partit Demòcrata. Al 30 de setembre de 2020, hi ha aproximadament 3.630 votants registrats al Partit Verd. Això és el 0,72% dels electors empadronats a la ciutat.

## Història
El partit es va fundar per convéncer Julius Hobson de postular-se a la posició de delegat del Congrés sense vot del districte com a membre del DC Statehood Party. Encara que Hobson va perdre davant Walter E. Fauntroy, Hobson va rebre prou vots per a convertir el partit en un partit oficial important al Districte. Després de les eleccions, Hobson va ajudar a establir el partit al Districte. Altres fundadors notables inclouen Josephine Butler i Calvert I. Cassell. El partit s'organitzava a escala de barri, i els presidents de la sala podien decidir com organitzar les seues activitats als seus barris. Hobson més tard va formar part del Consell de DC. El 1973, el partit va ser un ferm defensor de la Llei d'Autonomia del Districte de Columbia, que va donar un autogovern limitat al Districte. Des de la creació del Consell de Districte el 1975 fins al 1999, el partit sempre va tenir un dels escons generals, primer ocupat per Hobson i després per Hilda Mason.
El 1998, es va fundar un Partit Verd a D.C. El seu candidat a representant sense vot (DC sols pot votar un representant sense dret a vot al Congrés dels Estats Units), Mike Livingston, es va presentar aquell any. Va rebre 2.000 vots més dels necessaris perquè el partit optés per continuar l'accés a les urnes. L'octubre de 1999, el nou Partit Verd es va fusionar amb l'antic i més gran Statehood Party per formar el Statehood Green Party.
En un referèndum de 2016 a tot el districte, els residents de DC van votar a favor de constituir un estat dins dels EUA. El partit va criticar la manca d'implicació de la ciutadania en el procés.